# 马尔康香茶菜
马尔康香茶菜（学名：Isodon smithianus）为唇形科香茶菜属下的一个种。